# Косово Дабље
Косово Дабље (мкд. Косово Дабје) је насеље у Северној Македонији, у источном делу државе. Косово Дабље је у саставу општине Делчево.

## Географија
Косово Дабље је смештено у источном делу Северне Македоније. Од најближег града, Делчева, насеље је удаљено 6 km западно.
Насеље Косово Дабље се налази у историјској области Пијанец. Насеље се развило на северним падинама планине Голак, док северно од њега протиче река Брегалница. Надморска висина насеља је приближно 720 метара. 
Месна клима је планинска због знатне надморске висине.

## Становништво
Косово Дабље је према последњем попису из 2002. године имало 21 становника.
Претежно становништво у насељу су етнички Македонци (100%).
Већинска вероисповест месног становништва је православље.